# 聖赫勒拿島白人
聖赫勒拿島白人，是指祖先是西歐人的聖赫勒拿島居民，最有名的是拿破崙，但他們多是英國人後裔。
最近他們成為少數民族，在圣赫勒拿、阿森松和特里斯坦-达库尼亚，他們佔總人口1/4。